# Famille Troubetskoï
La famille Troubetskoï est une famille princière de la noblesse russe issue du grand-duc de Lituanie Ghédimin. Elle entre au service de la Moscovie en 1557.
Le patronyme Troubetskoï s'écrit Trubecki en polonais et Трубецкой en russe.Il est parfois retranscrit en Troubetskoy ou Troubetzkoy.

## Origine
La famille descend du fils d'Olgierd, Dimitri de Briansk qui gouvernait les villes de Briansk et Starodoub. Il fut tué à la bataille de Vorskla (1399). Ses descendants gardèrent le contrôle de la seigneurie de Troubtchevsk jusque dans les années 1530. Ils eurent à cette époque le choix entre se convertir au catholicisme ou émigrer en abandonnant toutes leurs possessions. Ils choisirent l'exil et certains se réfugièrent à la cour de Vassili III. 
La famille est alors russe, issue du grand-duc de Lituanie Ghédimin, et entre définitivement au service de la Moscovie en 1557.

## Étymologie du nom
« Troube », « Trube », « Трубе » (en cyrillique) est de la même racine étymologique que les mots du russe et du tchèque « trouba » (« Tруба » en cyrillique) désignant une pipe, un tuyau, un foyer ou un four (« troubě » en tchèque). La racine latine est « tuba » désignant un tuba, une trompette ou un tuyau. Il est difficile de savoir si le terme latin a influencé le terme slave, mais il semblerait[Interprétation personnelle ?] qu'il y ait une origine commune aux deux racines étymologiques. En ruthène (ou rusyn), « troube » ou « troubie » pourrait désigner la cheminée coudée d'un four ou désigner une trompette. 
Les suffixes « cki », « tskoï », « tzkoï » etc. sont des particules présentes dans la noblesse polonaise, russe et ruthène. Ces particules sont équivalentes à la particule « de » en préfixe de certains noms de famille de la noblesse française bien que le nom de famille de Troubé n'existe pas, mais puisse exister en Europe occidentale sous sa forme sans particule Troubé à la suite de l'émigration slave vers l'Europe de l'Ouest et aux campagnes de francisation des noms d'origine slave qui pouvaient être imprononçables pour les français. 

## Temps des troubles
Le premier Troubetskoï à se distinguer fut le prince Dimitri Troubetskoï qui aida Pojarski à délivrer Moscou des Polonais en 1612. Pendant le temps des troubles, Dimitri fut considéré comme le libérateur de la patrie et on lui proposa de devenir Tsar : il refusa, se contentant de la province de Sibérie et du titre de duc (derjavets) de Chenkoursk. Il meurt le 24 mai 1625. Il est enterré à la laure de la Trinité-Saint-Serge.
Son cousin germain, Wigund-Jeronym Troubetskoï soutenait les Polonais et la fondation de la république des Deux Nations après le temps des troubles. Ses descendants obtinrent des postes de prestige et épousèrent des membres d'autres familles princières de Pologne. Dans les années 1660, Youri Troubetskoï retourne à Moscou et se fait nommer boyard par le tsar Alexis Ier.
Aux XIXe et XXe siècles, des membres de la famille Troubetskoï ont fait partie des figures principales russes qui ont présidé à l'élaboration de sobornost. De même, le prince Nicolas Troubetskoy, linguiste, est l'un des fondateurs du « mouvement eurasien » appelé par la suite eurasisme. 

## Quelques personnalités de la famille
- Nikita, prince ( -1608) épouse Evdokia Mikhaïlovna
  - Alexeï Nikititch Troubetskoï (1600-1660), parrain de Pierre le Grand
  - Youri, prince Troubetskoï ( -1634) épouse  N. Glebovna Saltykova
    - Piotr, prince Troubetskoï ( -1644), chambellan de la cour de Pologne. Il épouse Elzbieta Drutsky-Sokolinska
      - Youri, prince Troubetskoï ( -1679) épouse Irina Vassilievna Alitsyna
        - Youri, prince Troubetskoï (1668-1739) épouse Hélène Tcherkasky puis Olga Golovine
          - Nikita Iourievitch Troubetskoï (1699-1767), maréchal, épouse Anastasie Golovkine
            - Serge Troubetskoï (1731-1812) épouse Anne Ladyjensky 1733-1801
              - Pierre Troubetskoï (1760-1817) épouse Daria Grouzinsky puis Marie Kromine
                - Serge Troubetzkoï (1790-1860), décembriste, épouse Catherine Loubrevie de Laval (1800-1854)

          - Alexis Troubetskoï (1701-1776) épouse Anne Narichkine (1704-1776)
            - Serge Troubetskoï ( -1782) épouse Hélène Vassilievna Nieswicky (1746-1831)
              - Basile Troubetskoï (1776-1841) épouse Wilhelmine de Biren (1781-1839) puis Sophie-Marianne von Weiss (1795-1848)
                - Alexandre Vassilievitch Troubetzkoï (ru) (1813-1889), favori de l'impératrice, amant puis beau-fils de Marie Taglioni (comtesse Gilbert de Voisins)
                - Serge Troubetskoï (1814-1859) épouse Catherine Moussine-Pouchkine 1816-1846
                  - Sophie Troubetskoï (1836-1896), épouse du duc de Morny puis en secondes noces de José Osorio (duc d'Albuquerque) (1825-1909)

            - Ivan Troubetskoï (1740-1805) épouse Maria Antonovna Ananiev
              - Alexey Troubetskoï ( -1813) épouse Evdokia Gouriev (1784-1871)
                - Ivan Troubetskoï épouse Varvara Ustinova Potapov
                  - Nikolaï Troubetskoï (1839-1886) épouse Vera Vladimirovna Morozov
                    - Nikolaï Troubetskoï (1867-1949) épouse Catherine Mikhaïlovna Moussine-Pouchkine (1884-1972)
                      - Igor Nikolaïevitch Troubetskoï (1912-2008), pilote automobile et ancien époux de Barbara Hutton

          - Ivan Troubetskoï (1703-1744) épouse Marie Gleboff
            - Nicolas Troubetskoï (1730-1782) épouse Tatiana Kozlovsky (1738-1762)
              - Ivan Troubetskoï (1760-1843) épouse Nathalie Mestchersky (1775-1852)
                - Pierre Troubetskoï (1798-1871) épouse Émilie de Sayn (1801-1869)
                  - Pierre Troubetzkoy (en) (1822–1892), diplomate russe, épouse Barbe Troubetskoï (1828-1901) puis Ada Winans
                    - Pierre Troubetskoï (1864-1936), peintre américain d'origine russe. Il épouse Amélie Louise Rives (1863-1945), romancière et poétesse américaine
                    - Paul Petrovitch Troubetskoï, dit Paolo Troubetskoï (1866-1938), sculpteur

                  - Nikolaï Petrovitch Troubetskoï (1828-1900), mélomane et mécène, vice-gouverneur de Kalouga, cofondateur du conservatoire de Moscou. Il épouse Sophie Lopoukhine (1841-1901) puis Lioubov Orloff(1828-1860)
                    - Serge Nikolaïevitch Troubetskoï (1862-1905), philosophe, épouse Praskovia Vladimirovna Obolenskaïa (1860-1914)
                      - Nikolaï Sergueïevitch Troubetskoï (1890-1938), linguiste

                    - Evgueni Nikolaïevitch Troubetskoï (1863-1920), philosophe
                      - Alexandre Evguenievitch Troubetskoï (1892–1968), officier dans l'armée russe, épouse la princesse Alexandra Mikhaïlovna Galitzine
                        - Alexandre Alexandrovitch Troubetskoï (1947-2025), homme d'affaires, inhumé dans le caveau des Galitzine du monastère Donskoï[4].

                - Nicolas Troubetskoï (1828-1900) épouse Lioubov Vassilievna Orlov-Davidov (1828-1860) puis Sophia Alexeïevna Lopoukhina (1841-1901)
                  - Piotr Nicolaievich Troubetskoï (1858-1911) épouse Alexandra Vladimirovna Obolenskaïa
                    - Wladimir Troubetskoï (1885-1954) épouse Marie Lopoukhine
                      - Pierre Troubetskoï (1907-1986) épouse Sophie Brunner (1917-2012)
                        - Wladimir Troubetzkoy (1942-2009), universitaire français spécialiste de littérature comparée

          - Dimitri Troubetskoï (1724-1792) épouse Barbe Odoïevskaïa
            - Ivan Troubetskoï (1756-1827) épouse Catherine Mansouroff
              - Nicolaï Ivanovitch Troubetskoï (1807-1874, inhumé au cimetière russe de Samois-sur-Seine)[5]) épouse Anna Andreïevna Gudovicha (1818-1882))
                - Catherine Troubetskoï (1840-1875) épouse le prince Nicolas Orloff (1827-1885, inhumé au cimetière russe de Samois-sur-Seine)[5])

Autres personnalités :
- Lioubov Iegorova (1880-1972), ballerine, épouse en 1917 le prince Nikita Sergueïevitch Troubetskoï ;
- Nathalie Troubetskoï.

## Pour approfondir